# أدريان بيتي
أدريان بيتي (بالفرنسية: Adrien Petit)‏ ولد بتاريخ 26 سبتمبر 1990 في أراس، هو دراج فرنسي في صنف سباق الدراجات على الطريق.

## سباقات أو مراحل فاز بها
| التاريخ        | السباق                                          | المركز                      |
| -------------- | ----------------------------------------------- | --------------------------- |
| 25 يوليو 2010  | 2010 Grand Prix de la ville de Pérenchies       |                             |
| 01 يناير 2011  | سباق الطريق لأقل من 23 سنة في بطولة العالم 2011 |                             |
| 01 يناير 2011  | بينشي-شيمي-بينشي 2011                           |                             |
| 01 يناير 2012  | بطولة سباق الطرق الفرنسية 2012                  |                             |
| 01 يناير 2012  | بينشي-شيمي-بينشي 2012                           |                             |
| 29 فبراير 2012 | لو سامين 2012                                   |                             |
| 18 مارس 2012   | شوليه باي دي لوار 2012                          | الرابع في التصنيف العام     |
| 14 سبتمبر 2012 | Grand Prix de la Somme 2012                     | التاسع في التصنيف العام     |
| 23 فبراير 2013 | طواف نيوشبلاد 2013                              | المرتبة 16 في التصنيف العام |
| 27 فبراير 2013 | لو سامين 2013                                   |                             |
| 01 يناير 2014  | كأس فرنسا لركوب الدراجات على الطريق 2014        | الخامس في تصنيف أفضل شاب    |
| 19 أبريل 2014  | ترو-برو ليون 2014                               | الفائز في التصنيف العام     |
| 24 يناير 2016  | لا تروبيكال أميسا بونغو 2016                    | الفائز في التصنيف العام     |
| 21 مايو 2017   | Grand Prix de la Somme 2017                     | الفائز في التصنيف العام     |
| 11 مارس 2018   | باريس تروا 2018                                 | الفائز في التصنيف العام     |